# Xylopia
Xylopia é um género botânico pertencente à família Annonaceae.

## Espécies
O gênero Xylopia possui 109 espécies reconhecidas atualmente.
- Xylopia acutiflora (Dunal) A.Rich.
- Xylopia aethiopica (Dunal) A.Rich.
- Xylopia africana Oliv.
- Xylopia amazonica R.E.Fr.
- Xylopia ambanjensis Cavaco & Keraudren
- Xylopia amoena R.E. Fr.
- Xylopia amplexicaulis (Lam.) Baill.
- Xylopia arenaria Engl.
- Xylopia aromatica (Lam.) Mart.
- Xylopia aurantiiodora De Wild. & T.Durand
- Xylopia barbata Mart.
- Xylopia beananensis Cavaco & Keraudren
- Xylopia bemarivensis Diels
- Xylopia benthamii R.E.Fr.
- Xylopia bocatorena Schery
- Xylopia brasiliensis Spreng.
- Xylopia buxifolia Baill.
- Xylopia calophylla R.E.Fr.
- Xylopia capuronii Cavaco & Keraudren
- Xylopia caudata Hook.f. & Thomson
- Xylopia cayennensis Maas
- Xylopia chrysophylla Louis ex Boutique
- Xylopia collina Diels
- Xylopia columbiana R.E. Fr.
- Xylopia conjungens R.E. Fr.
- Xylopia coriifolia Ridl.
- Xylopia crinita R.E.Fr.
- Xylopia cupularis Mildbr.
- Xylopia cuspidata Diels
- Xylopia danguyella Ghesq. ex Cavaco & Keraudren
- Xylopia decorticans D.M. Johnson & Lobão
- Xylopia dehiscens (Blanco) Merr.
- Xylopia densiflora R.E. Fr.
- Xylopia densifolia Elmer
- Xylopia dielsii Cavaco & Keraudren
- Xylopia discreta (L.f.) Sprague & Hutch.
- Xylopia egleriana Aristeg. ex Maas
- Xylopia elliotii Pierre ex Engl. & Diels
- Xylopia elliptica Maingay ex Hook.f. & Thomson
- Xylopia emarginata Mart.
- Xylopia excellens R.E.Fr.
- Xylopia fananehanensis Cavaco & Keraudren
- Xylopia ferruginea (Hook.f. & Thomson) Baill.
- Xylopia flamignii Boutique
- Xylopia flexuosa Diels
- Xylopia frutescens Aubl.
- Xylopia fusca Maingay ex Hook.f. & Thomson
- Xylopia gilbertii Boutique
- Xylopia humblotiana Baill.
- Xylopia hypolampra Mildbr.
- Xylopia katangensis De Wild.
- Xylopia kuchingensis I.M.Turner & D.M.Johnson
- Xylopia laevigata (Mart.) R.E. Fr.
- Xylopia lamii Cavaco & Keraudren
- Xylopia langsdorfiana St.Hilaire & Tulasne
- Xylopia lastelliana Baill.
- Xylopia latipetala Verdc.
- Xylopia le-testui Pellegr.
- Xylopia lemurica Diels
- Xylopia lenombe Paiva
- Xylopia ligustrifolia Dunal
- Xylopia longicuspis R.E. Fr.
- Xylopia longipetala De Wild. & T.Durand
- Xylopia macrantha Triana & Planch.
- Xylopia madagascariensis Cavaco & Keraudren
- Xylopia malayana Hook.f. & Thomson
- Xylopia micans R.E. Fr.
- Xylopia mildbraedii Diels
- Xylopia mucronata Boerl.
- Xylopia multiflora R.E.Fr.
- Xylopia mwasumbii D.M. Johnson
- Xylopia nervosa (R.E. Fr.) Maas
- Xylopia nitida Dunal
- Xylopia ochrantha Mart.
- Xylopia odoratissima Welw. ex Oliv.
- Xylopia orestera I.M.Turner & D.M.Johnson
- Xylopia orinocensis Bagstad & D.M.Johnson
- Xylopia panamensis G.E. Schatz
- Xylopia paniculata Exell
- Xylopia parviflora Spruce
- Xylopia perrieri Diels
- Xylopia peruviana R.E. Fr.
- Xylopia phloiodora Mildbr.
- Xylopia pittieri Diels
- Xylopia plowmanii P.E.Berry & D.M.Johnson
- Xylopia polyantha R.E. Fr.
- Xylopia pulchella Ridl.
- Xylopia pulcherrima Sandwith
- Xylopia pynaertii De Wild.
- Xylopia quintasii Pierre ex Engl. & Diels
- Xylopia rubescens Oliv.
- Xylopia sahafariensis Cavaco & Keraudren
- Xylopia sericea A.St.-Hil.
- Xylopia sericolampra Diels
- Xylopia sericophylla Standl. & L.O. Williams
- Xylopia spruceana Benth. ex Spruce
- Xylopia staudtii Engl. & Diels
- Xylopia stenopetala Oliv.
- Xylopia strilophylla Standl.
- Xylopia surinamensis R.E. Fr.
- Xylopia talbotii Exell
- Xylopia tomentosa Exell
- Xylopia toussaintii Boutique
- Xylopia trichostemon R.E. Fr.
- Xylopia venezuelana R.E.Fr.
- Xylopia vielana Pierre
- Xylopia villosa Chipp
- Xylopia wilwerthii De Wild. & T.Durand
- Xylopia xylantha R.E. Fr.